# Standardlautung
Von Standardlautung (auch: Normallautung) spricht die Phonologie, wenn Wortformen gemäß der Standardvarietät gebildet wurden. 
Zum Beispiel „sagen“: [ˈzaːɡŋ̩] statt [ˈzaːɡən].  
Von Explizitlautung spricht die Phonologie, wenn Wortformen phonologisch vollständig und unverändert ausgesprochen werden. Es werden also alle distinktiven Merkmale berücksichtigt.
Zum Beispiel: [ˈzaːɡən] statt [ˈzaːɡŋ̩], wie es in der Standardaussprache (Normallautung) ausgesprochen wird.
Eine standardwidrige Überlautung zeichnet sich aus durch ein spezielles Sprechen, welches überdeutlich ist, langsam und sich am Schriftbild orientiert. Typische Situationen sind das Diktieren von Texten, die Artikulation in lärmbelasteter Umgebung oder der Sprachunterricht (DaF-Aussprache).
Zum Beispiel „verstehen“ (auch „verstehn“; von mittelhochdeutsch verstên, verstân): [fɛʁˈʃteːhɛn] statt [fɛɐ̯ˈʃteː(ə)n]
Umgangslautung ist wiederum ein Merkmal der ungezwungenen Umgangssprache (auch: Alltagssprache). Sie unterscheidet sich von der Explizitlautung durch regional bedingte Vereinfachungen und Angleichungen.
Beispiele:
- [ɡrɔp] statt [ɡroːp] (Gespannte Vokale werden durch ungespannte Vokale ersetzt.)
- [zɪsˈtʰeːm] statt [zʏsˈtʰeːm] (Vorderzungenvokale werden entrundet.)
- [ɡ] und [k] (z. B. [taχ] statt Tag [taːk], [veːç] statt Weg [veːk]) ((Postvokalische) Frikativierung hinter einem Vokal.)